# Фокстрот
Фокстрот (англ. fox, дос. «лисиця», англ. trot, дос. «швидкий крок») — бальний танець, що входить до стандартної програми.
Походження назви танцю не зовсім зрозуміле. Вважається, що танець названий за іменем винахідника — водевільного актора Гаррі Фокса, однак, мабуть, не обійшлося без асоціації з кроком лисиці.
Фокстрот виник перед початком Першої світової війни (приблизно 1912 р.) і одразу ж ним зацікавилася танцювальна пара Вернона та Ірен Касл, яка надала йому елегантності й грації. Пізніше танець був стандартизований Артуром Мюрреєм. В початковій версії фокстрот танцювали під реґтайм, в сучасних бальних танцях використовується свінгова музика. З часом фокстрот еволюціонував у два танці стандартної програми: повільний, за яким залишилася назва фокстрот та швидкий, який стали називати квікстепом. Повільний фокстрот називають також слоуфокс.
Фокстрот входить в європейську змагальну програму. Примітним є те, що завдяки чергуванню швидких і повільних елементів судді бачать, чи може пара танцювати та як добре вона танцює. Фокстрот — найскладніший танець програми, бо вимагає ідеального контролю над тілом, над своїми рухами — адже треба добитися ідеально плавного ковзання, без ривків. Цей танець — показник того, наскільки пара живе танцем, та наскільки це життя природне для них.
З першого погляду танець схожий на вальс, але це не так. По-перше, фокстрот старший від вальсу, і швидше вальс походить від фокстроту, ніж навпаки. По-друге, якщо для вальсу характерні «підйоми» то фокстрот танцюють на одній «висоті»
Костюм для виконання фокстроту такий же, як і для решти танців європейської програми — бальна сукня для партнерки, костюм для партнера.
|  | Це незавершена стаття про танець. Ви можете допомогти проєкту, виправивши або дописавши її. |